# Ursus minimus
Ursus minimus es una especie extinta de oso, que vivió en Europa durante el Plioceno, viviendo desde hace ~5.3 a 1.8 millones de años.
Ursus minimus parece haber sido el antecesor de U. etruscus. El rango de U. minimus abarcaba la Europa continental llegando tan al oriente como el Mar Negro en Rusia, y por el sur llegando hasta Italia.
El esqueleto de U. minimus era muy similar al de los mayores osos negros asiáticos (U. thibetanus). Dejando de lado la edad de los huesos, frecuentemente es difícil distinguir los restos de U. minimus de los de los actuales osos negros asiáticos.

## Distribución fósil
Sitios y edad de los especímenes hallados:
- Kossiakino 1, Stavropol'skaya, Federación Rusa ~5.3—3.4 Ma.
- Sitio Kuchurgan, Ucrania ~4.9—4.2 Ma.
- Osztramos localidad 7, Grutas kársticas de Aggtelek y del karst eslovaco, Borsod-Abaúj-Zemplén, Hungría ~3.4—1.8 Ma.
- Sitio Seneze (Domeyrat), Francia ~3.4—1.8 Ma.
- Sitio Meleto, Toscana, Italia ~3.2—2.5 Ma.[2]